# Gifflenga
Gifflenga település Olaszországban, Piemont régióban, Biella megyében. Lakosainak száma 101 fő (2023. január 1.). Gifflenga Castelletto Cervo, Mottalciata és Buronzo községekkel határos.

## Népesség
A település lakossága az elmúlt években az alábbi módon változott:
| Lakosok száma | 121  | 114  | 101  |
|               | 2017 | 2018 | 2023 |